# Miguel Littín
Miguel Ernesto Littín Cocumides (Palmilla, 9 agosto 1942) è un regista, sceneggiatore e scrittore cileno.
È stato sindaco di Palmilla dal 1992 al 2000.

## Biografia
Miguel Littín nasce a Palmilla, in Cile, il 9 agosto 1942 in una famiglia di origini palestinesi per parte di padre e greche per quella di madre. Laureatosi all'Università del Cile di Santiago, in arte drammatica e scenografia, dal 1963 lavora come regista a Canal 9 e nel 1965 gira il suo primo cortometraggio incentrato sull'emarginazione della gioventù cilena, Por la tierra ajena. Nel 1968 vi venne chiamato a insegnare nel dipartimento di studi audiovisivi e nel 1969 gira il suo primo lungometraggio, El chacal de Nahueltoro, considerato uno dei più importanti film sudamericani.
Nel 1970 viene nominato presidente di Chile Films dal governo di Unidad Popular presieduto da Salvador Allende e nel 1971 gira Compañero presidente, un'intervista ad Allende. Ma in seguito si trova in contrasto con la sinistra governativa e abbandona l'incarico aderendo al più radicale Movimiento de Izquierda Revolucionaria. In seguito al colpo di stato dell'11 settembre 1973 e alla conseguente dittatura di Augusto Pinochet, si allontana dal paese vivendo in esilio in Messico. Nello stesso anno gira il film La tierra prometida, ultimato a Cuba, che racconta la breve esperienza socialista del Cile nel 1932.
Nel 1975 gira in Messico Actas de Marusia: storia di un massacro (Actas de Marusia), in cui vi figura tra gli interpreti protagonisti Gian Maria Volonté, incentrato sulla rivolta dei minatori di Marusia del 1907 e che gli frutterà una candidatura agli Oscar del 1976 come miglior film straniero. Nel 1977 è alla regia di El recurso del método, cui seguono La viuda de Montiel nel 1980 e Alsino y el Cóndor nel 1982. Nel 1985 rientra clandestinamente in Cile, dove gira il coraggioso progetto cinematografico sulla realtà politica del suo paese Acta general de Chile, documentario in quattro parti che ha ispirato il libro di Gabriel García Márquez Le avventure di Miguel Littin, clandestino in Cile del 1986.
Nel 1990 rientra definitivamente in Cile, dove viene eletto sindaco di Palmilla, carica che mantiene dal 1992 al 2000. Prosegue anche la sua attività di regista con i film Sandino del 1991; Los náufragos del 1994; Terra del fuoco (Tierra del fuego) del 2000, in cui recita Ornella Muti; Crónicas palestinas del 2001; El abanderado del 2002.
All'attività di regista vi affianca, fin dagli anni settanta, quella di scrittore, pubblicando, tra gli altri, i volumi: Cine chileno: la tierra prometida del 1974 ed El bandido de los ojos transparentes del 1999.

## Filmografia

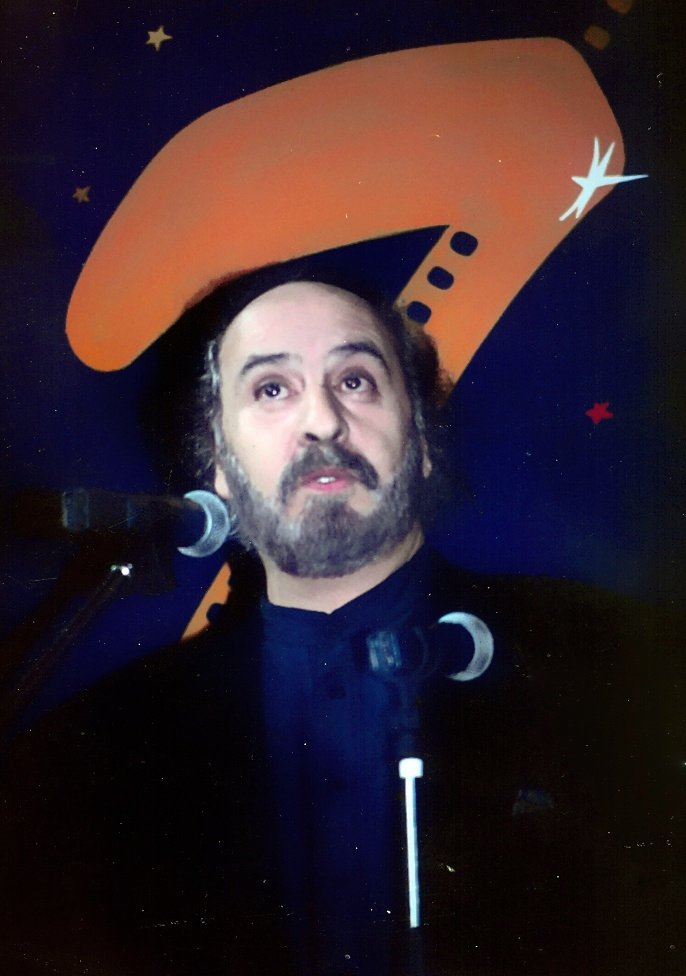
Miguel Littín nel 2010

### Attore

#### Cinema
- El ABC del amor, regia di Eduardo Coutinho, Rodolfo Kuhn, Helvio Soto (1967)
- Erase un niño, un guerrillero, un caballo..., regia di Helvio Soto (1967)
- Mundo mágico, regia di Helvio Soto - cortometraggio (1967)
- Acta general de Chile, regia di Miguel Littín - documentario (1986)
- Santiago, Italia, regia di Nanni Moretti (2018)

#### Televisione
- Lorca, morte di un poeta (Lorca, muerte de un poeta) - serie TV, episodi 1x01-1x02-1x04 (1987)
- Ciné regards - serie TV, 1 episodio (1979)
- La noche de Cecilia, regia di Marcial Pavez - miniserie TV, episodio 1x06 (1999)

### Regista
- Por la tierra ajena - cortometraggio documentario (1965)
- Lo sciacallo di Nahueltoro (El Chacal de Nahueltoro, 1969)
- Compañero Presidente - documentario (1971)
- La tierra prometida (1972)
- On vous parle du Chili: Ce que disait Allende - cortometraggio documentario (1973)
- Actas de Marusia: storia di un massacro (Actas de Marusia, 1975)
- Crónica de Tlacotalpan - cortometraggio documentario (1976)
- El recurso del método (1978)
- La viuda de Montiel (1979)
- Acuacultura - Granjas de agua - cortometraggio documentario (1980)
- Alsino e il condor (Alsino y el cóndor, 1982)
- Acta general de Chile - documentario (1986)
- Sandino (1990)
- Los náufragos (1994)
- Aventureros del fin del mundo - film TV (1998)
- Terra del fuoco (Tierra de fuego, 1999)
- Crónicas palestinas - documentario (2001)
- El abanderado (2002)
- La última luna (2005)
- Isola 10 (Dawson Isla 10, 2009)
- Allende (Allende en su laberinto, 2014)

### Produttore
- Acuacultura - Granjas de agua, regia di Miguel Littín - cortometraggio documentario (1980)
- Sandino, regia di Miguel Littín (1990)
- La última luna, regia di Miguel Littín (2005)
- Isola 10 (Dawson Isla 10), regia di Miguel Littín (2009)

### Sceneggiatore
- Por la tierra ajena, regia di Miguel Littín - cortometraggio documentario (1965)
- Lo sciacallo di Nahueltoro (El Chacal de Nahueltoro), regia di Miguel Littín (1969)
- La tierra prometida, regia di Miguel Littín (1972)
- Actas de Marusia: storia di un massacro (Actas de Marusia), regia di Miguel Littín (1975)
- El recurso del método, regia di Miguel Littín (1978)
- La viuda de Montiel, regia di Miguel Littín (1979)
- Alsino e il condor (Alsino y el cóndor), regia di Miguel Littín (1982)
- Acta general de Chile, regia di Miguel Littín - documentario (1986)
- Sandino, regia di Miguel Littín (1990)
- Los náufragos, regia di Miguel Littín (1994)
- Aventureros del fin del mundo, regia di Miguel Littín - film TV (1998)
- Terra del fuoco (Tierra de fuego), regia di Miguel Littín (1999)
- Crónicas palestinas, regia di Miguel Littín - documentario (2001)
- El abanderado, regia di Miguel Littín (2002)
- La última luna, regia di Miguel Littín (2005)
- Isola 10 (Dawson Isla 10), regia di Miguel Littín (2009)
- Allende (Allende en su laberinto) , regia di Miguel Littín (2014)

## Programmi televisivi
- Hora 25 - talk show (2010)

## Radio
- Chilevisión 60 - podcast (2020)

## Libri (parziale)
- (ES) Cine chileno: la tierra prometida, 1974.
- (ES) El Chacal de Nahueltoro, guión original de la pelicula, ISBN 9562607046.
- (ES) El Nuevo Cine Latinoamericano en el Mundo de Hoy, con Jorge Sanjines, 1998.
- Il viaggiatore delle quattro stagioni, traduzione di Ilide Carmignani, 1998, ISBN 8882460908.
- (ES) El bandido de los ojos transparentes, 1999.

## Riconoscimenti (parziale)
- Premio Ariel
  - 1976 - Miglior regia per Actas de Marusia: storia di un massacro (Actas de Marusia)[3]
  - 1976 - Miglior sceneggiatura per Actas de Marusia: storia di un massacro
  - 1976 - Miglior film per Actas de Marusia: storia di un massacro